# Atletica leggera ai XVII Giochi del Mediterraneo - Salto con l'asta femminile
Le gare di atletica leggera nella categoria salto con l'asta femminile si sono tenute il 26 giugno 2013 al Nevin Yanıt Atletizm Kompleksi di Mersin.

## Calendario
Fuso orario EET (UTC+3).
| Data      | Ora   | Turno  |
| --------- | ----- | ------ |
| 26 giugno | 19:25 | Finale |

## Risultati
Le 8 atlete partecipanti sono qualificate direttamente alla finale.

### Finale
| Pos | Atleta             | Paese    | Salti | Salti | Salti | Salti | Salti | Salti | Salti | Salti | Risultato | Note |
| Pos | Atleta             | Paese    | 3,80  | 3,95  | 4,10  | 4,20  | 4,30  | 4,40  | 4,50  | 4,61  | Risultato | Note |
| --- | ------------------ | -------- | ----- | ----- | ----- | ----- | ----- | ----- | ----- | ----- | --------- | ---- |
|     | Stella-Iro Ledaki  | Grecia   | -     | -     | O     | O     | O     | O     | O     | XXX   | 4,50      |      |
|     | Naroa Agirre Kamio | Spagna   | -     | O     | O     | O     | O     | XO    | XXX   |       | 4,40      |      |
|     | Marion Buisson     | Francia  | -     | O     | XO    | O     | O     | XO    | XXX   |       | 4,40      |      |
| 4   | Lorela Manou       | Grecia   | -     | -     | O     | O     | O     | XXX   |       |       | 4,30      |      |
| 5   | Giorgia Benecchi   | Italia   | -     | O     | O     | XO    | XO    | XXX   |       |       | 4,30      |      |
| 6   | Tina Sutej         | Slovenia | -     | O     | O     | XO    | XO    | XXX   |       |       | 4,30      |      |
| 7   | Elmas Seda Fırtına | Turchia  | -     | O     | XXX   |       |       |       |       |       | 3,95      |      |
| 8   | Buse Arıkazan      | Turchia  | O     | XXO   | XXX   |       |       |       |       |       | 3,95      |      |